# Кутни (национални парк)
Национални парк Кутни (енгл. Kootenay National Park) један је од четири национална парка канадских Стеновитих планина, и један од 44 националних паркова у Канади. Парк је позната по разноликости пејзажа, екологији и климатским условима који владају у њему. Рељеф парка карактерише се седиментним стенама, стрмим падинским странама високих планиских врхова (преко 3.000 m), кањонима, глечерима, богатством водних токова, биљакама и животиња који живе у типичној алпској, субалској и планинској зони еколошке заштите.

### Национални парк Кутни на листи светског наслеђа
За унос на Унескову листу светског наслеђа Канада је 1983. године номиновала националне паркове Стеновитих планина Банф, Џаспер, Кутни и Јохо. Унеско је ову номинацију прихватио и 30. октобра 1984. године, на листу светског наслеђа, нашао се и Нацонални парк Кутни. Унеско је ову одлуку донео на основу препорука Унесковог Комитета за номинације, који је у свом образложењу навео:
...да се ради о областима изузетне природне лепоте, са важним стаништима ретких и угрожених врста и природним вредностима попут планинских врхова, глечера, језера, кањона, кречњаких пећина, и јединственим налазиштем фосила.

## Историјат
Хиљадама година уназад, област парка била је део традиционалног земљишта које су користили припадници Ktunaxa (Kootenay) и Kinbasket (Shuswap).  Археолошки докази указују да су они овај простор првенствено користи као сезонско ловиште. У каснијем периоду преко парка су пролазиле групе људи који су путовали преко планина, или ловци на бизона у равници источно од Стеновитих планина. Неке локације у Национални парк Кутни сматрају се светим.
Национални парк Кутни основан је 1920. године након споразума провинције Британске Колумбије и канадске федералне владе да ће земљиште око новоизграђеног аутопута Банф—Виндермер (93 Југ) бити претворено у национални парк. Због тога је парк јако узак, само 8 km у ширину сa обе стране 94 km дугог аутопута. Градња аутопута, која је завршен 1922. године, омогућила је нову еру моторизованог туризма у канадским Стеновитим планинама и успоставило комерцијалну везу између Виндермера и Калгарија.

## Положај и пространство
Национални парк Кутни налази се на западним обронцима Стеновитих планина у југоисточном делу канадске ппровинције Британска Колумбија. Својом северном страном граничи са националним парком Јохо, а источном са Националним парком Банф.
Површина парка је 1.406 km². Због тога што се парк простире са обе стране 94 km дугог магистралног аутопута, он је јако узак. Његова највећа ширина је само 8 km. Парк је добио назив Кутни, по истоименој реци Кутни, једној од највећих река у парку. Друга велика река која пресеца парк је Вермилион. Обе реке, као притоке, уливају се у реку Колумбија, и припадају сливу Тихог океана. 
Надморска висина парка креће су у распону од 918 m, на југозападном улазу у парк, до 3.424 m на планини Делтаформ. 
Због мале ширине парка и близине аутопута његове знаменитости су углавном лако доступне туристима, и веома посећене.

## Угроженост екосистема парка
Карактер националног парка Кутни дефинисан је његовим екосистемом - динамичком интеракцијом аутохтоних врста и природних процеса. Очувања природне и оптималног стање у парку захтева непрекидно одржавање интегритета сваког екосистема понаособ. Еколошки интегритет националног парка Кутни непрекидно је угрожен од стране различитих људских утицаја, као што су развој, пожари, увођење неаутохтоних биљака, фрагментација станишта и други људски „сукоби“ са дивљином. 
У том циљу Паркови Канаде непрекидно изводе низ акција како би се обновили нарушени екосистеми и одржао еколошки интегритет у националном парку Кутни.

## Знаменитости парка
Главне знаменитости парка су:
- Термални извори код места Radium Hot Springs , са базенима топле воде, температуре од 35°C до 47°C
- Кланац Синклер, који је нешто јужније од наведених извора и налази се на улазу у парк. Кланац је станиште гумене змије (Charina bottae).
- Маслинасто језеро (Olive Lake) и река Кутни
- Мермерни кланац (Marble Canyon) који се налази на доњем току потока Токум, нешто пре његовог ушћа у реку Вермилион чији је највећи слап Нума  који се налази нешто јужније.

У парку се налазе и бројни минерални извори богати гвожђем, познати као „Лонци боје“ (Paint Pots). Воду са ових извора су локални индијанци користили за бојење своје одеће окером све до 20. века.
|  |  |  |